# Mystropsychoda rhodesiensis
Mystropsychoda rhodesiensis är en tvåvingeart som beskrevs av Duckhouse 1975. Mystropsychoda rhodesiensis ingår i släktet Mystropsychoda och familjen fjärilsmyggor.
Artens utbredningsområde är Zimbabwe. Inga underarter finns listade i Catalogue of Life.